# HD 330075
HD 330075 — зірка спектрального G класу 9-ї видимої величини, яка приблизно знаходиться в 164 світлових років від нас у південному сузір'ї Косинця. Як й наше Сонце, це жовтий карлик, однак, трохи прохолодніший і з меншою світністью. Через її відстань, зірка виглядатиме тьмяною і видна тільки в телескоп або потужний бінокль.

## Планетарна система
У 2004 році було оголошено про виявлення гарячого юпітера HD 330075 b, який обертається навколо зірки. Це стала першою планетою, яку виявив спектрограф HARPS.

## Зовнішні посилання
- HD 330075. Exoplanets. Архів оригіналу за 25 листопада 2009. Процитовано 22 травня 2009. (англ.)
- HD 330075 на сайті "Планетные системы" [Архівовано 2 квітня 2016 у Wayback Machine.] (рос.)